# Sanzhi

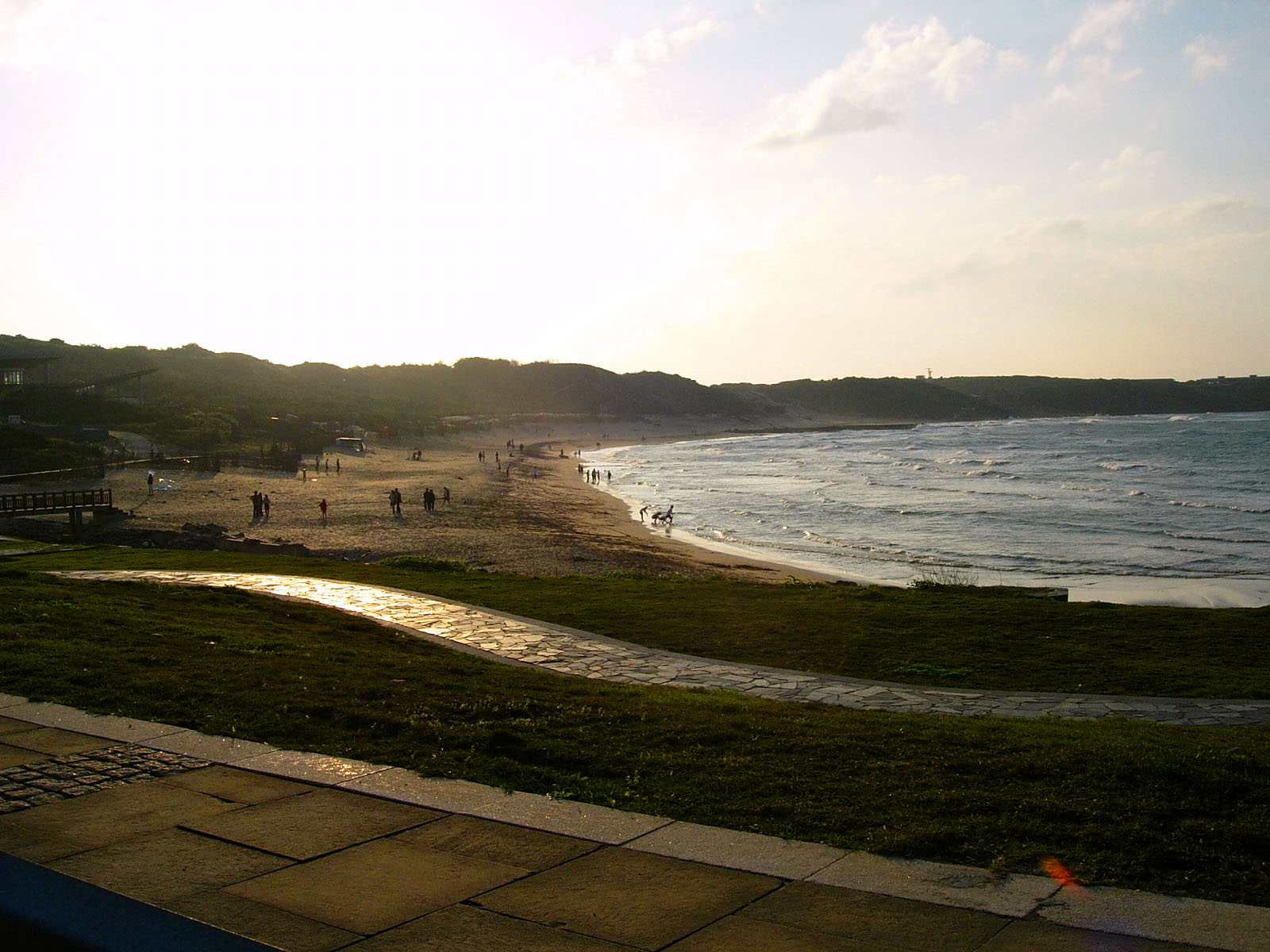
Atardecer en la playa de Sanzhi

Sanzhi (en chino tradicional, 三芝區; hanyu pinyin, Sānzhī Qū; tongyong pinyin, Sānchīh Siāng; Wade-Giles, San1-chih1-ch'u1), también llamada Sanchih, es un distrito en la parte norte de la Ciudad de Nuevo Taipéi en el norte de Taiwán. 

## Geografía
- Área: 65'99 km²
- Población: 23.446 habitantes (2005)

## Las casas "OVNI" de Sanzhi
Sanzhi es la localización de un complejo vacacional abandonado en la costa norte de Taiwán. Fue construido en torno a 1981, pero la construcción del futurista complejo fue interrumpida después de una serie de fatales accidentes.
Nunca abrió como complejo vacacional, pese a ello su extraña forma de platillo lo convirtió en una atracción turística.

## Hijos ilustres
Es la ciudad natal del expresidente Lee Teng-hui (李登輝), el músico Chiang Wen-Yeh (江文也), y el primer Taiwanés doctor en filosofía Tu Tsong-Ming (杜聰明).